# Saison 2005-2006 des Canadiens de Montréal
Autres saisons
Saison précédente Saison suivante
La saison 2005-2006 est la 97e saison des Canadiens de Montréal. Ils évoluent au cours de cette saison dans la Ligue nationale de hockey et finissent 7e de l'Association de l'Est, et ils se font éliminer en 1e ronde face aux Hurricanes de la Caroline en 6 matchs.

## Saison régulière
| No. | R | Date            | Résultat | Adversaire               | Fiche |
| --- | - | --------------- | -------- | ------------------------ | ----- |
| 1   | V | 5 octobre 2005  | 2–1      | @ Bruins de Boston       | 1–0–0 |
| 2   | V | 6 octobre 2005  | 4–3 PR.  | @ Rangers de New York    | 2–0–0 |
| 3   | V | 8 octobre 2005  | 5–4      | @ Maple Leafs de Toronto | 3–0–0 |
| 4   | D | 11 octobre 2005 | 2–4      | Sénateurs d'Ottawa       | 3–1–0 |
| 5   | V | 12 octobre 2005 | 2–0      | @ Thrashers d'Atlanta    | 4–1–0 |
| 6   | D | 15 octobre 2005 | 2–3      | Maple Leafs de Toronto   | 4–2–0 |
| 7   | V | 18 octobre 2005 | 4–3      | Bruins de Boston         | 5–2–0 |
| 8   | V | 22 octobre 2005 | 4–3      | Islanders de New York    | 6–2–0 |
| 9   | V | 25 octobre 2005 | 3–2 PR.  | Flyers de Philadelphie   | 7–2–0 |
| 10  | D | 27 octobre 2005 | 3–4 PR.  | @ Sénateurs d'Ottawa     | 7–2–1 |
| 11  | D | 29 octobre 2005 | 2–5      | Rangers de New York      | 7–3–1 |
| 12  | V | 31 octobre 2005 | 4–1      | @ Rangers de New York    | 8–3–1 |

| No. | R | Date              | Résultat | Adversaire               | Fiche  |
| --- | - | ----------------- | -------- | ------------------------ | ------ |
| 13  | V | 1er novembre 2005 | 5–4 PR.  | Panthers de la Floride   | 9–3–1  |
| 14  | V | 4 novembre 2005   | 3–2      | @ Sabres de Buffalo      | 10–3–1 |
| 15  | V | 5 novembre 2005   | 3–2      | Sabres de Buffalo        | 11–3–1 |
| 16  | V | 8 novembre 2005   | 3–2      | Lightning de Tampa Bay   | 12–3–1 |
| 17  | D | 10 novembre 2005  | 2–3 TDB. | @ Penguins de Pittsburgh | 12–3–2 |
| 18  | D | 12 novembre 2005  | 4–5 PR.  | Maple Leafs de Toronto   | 12–3–3 |
| 19  | V | 15 novembre 2005  | 4–3 PR.  | Panthers de la Floride   | 13–3–3 |
| 20  | D | 18 novembre 2005  | 3–5      | @ Devils du New Jersey   | 13–4–3 |
| 21  | D | 19 novembre 2005  | 1–5      | Capitals de Washington   | 13–5–3 |
| 22  | V | 22 novembre 2005  | 3–2 TDB. | Thrashers d'Atlanta      | 14–5–3 |
| 23  | D | 25 novembre 2005  | 1–3      | @ Sabres de Buffalo      | 14–6–3 |
| 24  | D | 26 novembre 2005  | 3–4 PR.  | @ Maple Leafs de Toronto | 14–6–4 |
| 25  | D | 29 novembre 2005  | 0–4      | @ Sénateurs d'Ottawa     | 14–7–4 |

| No. | R | Date              | Résultat | Adversaire                  | Fiche   |
| --- | - | ----------------- | -------- | --------------------------- | ------- |
| 26  | D | 1er décembre 2005 | 2–3 PR.  | Sabres de Buffalo           | 14–7–5  |
| 27  | V | 3 décembre 2005   | 3–2      | Kings de Los Angeles        | 15–7–5  |
| 28  | D | 10 décembre 2005  | 3–5      | Ducks d'Anaheim             | 15–8–5  |
| 29  | V | 13 décembre 2005  | 5–2      | Coyotes de Phoenix          | 16–8–5  |
| 30  | D | 15 décembre 2005  | 3–5      | @ Oilers d'Edmonton         | 16–9–5  |
| 31  | D | 17 décembre 2005  | 3–4 PR.  | @ Wild du Minnesota         | 16–9–6  |
| 32  | V | 20 décembre 2005  | 4–3 TDB. | Sénateurs d'Ottawa          | 17–9–6  |
| 33  | D | 23 décembre 2005  | 2–4      | @ Capitals de Washington    | 17–10–6 |
| 34  | D | 26 décembre 2005  | 0–4      | @ Thrashers d'Atlanta       | 17–11–6 |
| 35  | V | 28 décembre 2005  | 4–3      | @ Lightning de Tampa Bay    | 18–11–6 |
| 36  | D | 30 décembre 2005  | 1–2      | @ Panthers de la Floride    | 18–12–6 |
| 37  | D | 31 décembre 2005  | 3–5      | @ Hurricanes de la Caroline | 18–13–6 |

| No. | R | Date            | Résultat | Adversaire                  | Fiche   |
| --- | - | --------------- | -------- | --------------------------- | ------- |
| 38  | D | 3 janvier 2006  | 4–6      | Penguins de Pittsburgh      | 18–14–6 |
| 39  | D | 5 janvier 2006  | 4–5      | @ Devils du New Jersey      | 18–15–6 |
| 40  | V | 7 janvier 2006  | 4–1      | Sénateurs d'Ottawa          | 19–15–6 |
| 41  | D | 11 janvier 2006 | 1–2      | @ Avalanche du Colorado     | 19–16–6 |
| 42  | V | 14 janvier 2006 | 6–2      | Sharks de San José          | 20–16–6 |
| 43  | V | 16 janvier 2006 | 4–2      | Stars de Dallas             | 21–16–6 |
| 44  | D | 19 janvier 2006 | 2–3      | @ Flames de Calgary         | 21–17–6 |
| 45  | D | 21 janvier 2006 | 2–6      | @ Canucks de Vancouver      | 21–18–6 |
| 46  | D | 23 janvier 2006 | 3–7      | @ Hurricanes de la Caroline | 21–19–6 |
| 47  | V | 25 janvier 2006 | 5–3      | @ Flyers de Philadelphie    | 22–19–6 |
| 48  | D | 26 janvier 2006 | 0–3      | @ Sénateurs d'Ottawa        | 22–20–6 |
| 49  | V | 28 janvier 2006 | 4–3 PR.  | @ Maple Leafs de Toronto    | 23–20–6 |
| 50  | D | 31 janvier 2006 | 2–8      | Hurricanes de la Caroline   | 23–21–6 |

| No. | R | Date            | Résultat | Adversaire              | Fiche   |
| --- | - | --------------- | -------- | ----------------------- | ------- |
| 51  | D | 2 février 2006  | 1–3      | @ Bruins de Boston      | 23–22–6 |
| 52  | V | 4 février 2006  | 2–0      | Bruins de Boston        | 24–22–6 |
| 53  | V | 5 février 2006  | 5–0      | Flyers de Philadelphie  | 25–22–6 |
| 54  | D | 7 février 2006  | 2–3 PR.  | Sabres de Buffalo       | 25–22–7 |
| 55  | V | 9 février 2006  | 3–2 PR.  | @ Sabres de Buffalo     | 26–22–7 |
| 56  | D | 11février 2006  | 1–2 TDB. | Thrashers d'Atlanta     | 26–22–8 |
| 57  | V | 28 février 2006 | 5–3      | @ Islanders de New York | 27–22–8 |

| No. | R | Date         | Résultat | Adversaire                | Fiche   |
| --- | - | ------------ | -------- | ------------------------- | ------- |
| 58  | V | 2 mars 2006  | 1–0      | @ Panthers de la Floride  | 28–22–8 |
| 59  | V | 4 mars 2006  | 6–2      | @ Lightning de Tampa Bay  | 29–22–8 |
| 60  | D | 6 mars 2006  | 4–5 TDB. | @ Flyers de Philadelphie  | 29–22–9 |
| 61  | D | 7 mars 2006  | 3–5      | @ Maple Leafs de Toronto  | 29–23–9 |
| 62  | V | 9 mars 2006  | 3–0      | @ Bruins de Boston        | 30–23–9 |
| 63  | V | 11 mars 2006 | 1–0      | Rangers de New York       | 31–23–9 |
| 64  | D | 13 mars 2006 | 1–2      | Lightning de Tampa Bay    | 31–24–9 |
| 65  | D | 16 mars 2006 | 1–5      | Hurricanes de la Caroline | 31–25–9 |
| 66  | D | 18 mars 2006 | 4–5      | Penguins de Pittsburgh    | 31–26–9 |
| 67  | V | 20 mars 2006 | 4–2      | @ Capitals de Washington  | 32–26–9 |
| 68  | D | 21 mars 2006 | 1–3      | @ Islanders de New York   | 32–27–9 |
| 69  | V | 23 mars 2006 | 5–1      | Maple Leafs de Toronto    | 33–27–9 |
| 70  | V | 25 mars 2006 | 6–2      | Maple Leafs de Toronto    | 34–27–9 |
| 71  | V | 26 mars 2006 | 6–5      | @ Penguins de Pittsburgh  | 35–27–9 |
| 72  | V | 28 mars 2006 | 2–0      | Islanders de New York     | 36–27–9 |
| 73  | V | 30 mars 2006 | 3–2 PR.  | Capitals de Washington    | 37–27–9 |

| No. | R | Date           | Résultat | Adversaire           | Fiche   |
| --- | - | -------------- | -------- | -------------------- | ------- |
| 74  | V | 1er avril 2006 | 2–0      | Bruins de Boston     | 38–27–9 |
| 75  | V | 4 avril 2006   | 5–3      | Bruins de Boston     | 39–27–9 |
| 76  | V | 6 avril 2006   | 5–3      | @ Sénateurs d'Ottawa | 40–27–9 |
| 77  | D | 8 avril 2006   | 2–3      | Devils du New Jersey | 40–28–9 |
| 78  | V | 10 avril 2006  | 3–2      | Sénateurs d'Ottawa   | 41–28–9 |
| 79  | D | 12 avril 2006  | 1–3      | @ Sabres de Buffalo  | 41–29–9 |
| 80  | V | 13 avril 2006  | 4–3      | @ Bruins de Boston   | 42–29–9 |
| 81  | D | 15 avril 2006  | 2–4      | Sabres de Buffalo    | 42–30–9 |
| 82  | D | 18 avril 2006  | 3–4      | Devils du New Jersey | 42–31–9 |

## Choix au repêchage
| Ronde | Rang | Joueurs               | Position       | Nationalité | Équipe junior                       |
| 1     | 5    | Carey Price           | Gardien de but | Canada      | Americans de Tri-City (LHOu)        |
| 2     | 45   | Guillaume Latendresse | Ailier droit   | Canada      | Voltigeurs de Drummondville (LHJMQ) |
| 4     | 121  | Juraj Mikúš           | Centre         | Slovaquie   | HK 36 Skalica (Extraliga slo.)      |
| 5     | 130  | Mathieu Aubin         | Centre         | Canada      | Maineiacs de Lewiston (LHJMQ)       |
| 6     | 190  | Matt D'Agostini       | Ailier droit   | Canada      | Storm de Guelph (LHO)               |
| 7     | 200  | Siarheï Kastsitsyne   | Ailier droit   | Biélorussie | HK Homiel (Ekstraliga)              |
| 7     | 229  | Philippe Paquet       | Défenseur      | Canada      | Salisbury School (USHS-CT)          |